# Schoonspringen op de Olympische Zomerspelen 1904
Schoonspringen is een van de sporten die beoefend werden tijdens de Olympische Zomerspelen 1904 in St. Louis.

## Heren

### 10 m torenspringen
| rang   | sporter               | land | punten |
| ------ | --------------------- | ---- | ------ |
| Goud   | George Sheldon        | USA  | 12.66  |
| Zilver | Georg Hoffmann        | GER  | 11.66  |
| Brons  | Alfred Braunschweiger | GER  | 11.33  |
| Brons  | Frank Kehoe           | USA  | 11.33  |
| 5      | Otto Hooff            | GER  |        |

### afsprong met uitdrijven onder water
| rang   | sporter        | land | afstand |
| ------ | -------------- | ---- | ------- |
| Goud   | William Dickey | USA  | 19.05 m |
| Zilver | Edgar Adams    | USA  | 17.52 m |
| Brons  | Budd Goodwin   | USA  | 17.37 m |
| 4      | Newman Samuels | USA  | 16.76 m |
| 5      | Charles Pyrah  | USA  | 14.02 m |

## Medaillespiegel
| rang   | land             | goud | zilver | brons | totaal |
| ------ | ---------------- | ---- | ------ | ----- | ------ |
| 1      | Verenigde Staten | 2    | 1      | 2     | 5      |
| 2      | Duitsland        | 0    | 1      | 1     | 2      |
| totaal | totaal           | 2    | 2      | 3     | 7      |